# Neftalí Díaz
Neftalí Díaz Cajar (nacido el 15 de diciembre de 1971 en Ciudad de Panamá) es un exfutbolista panameño que jugó como delantero.

## Trayectoria
Díaz inició su carrera como profesional en el Euro Kickers, donde formó un dúo de ataque letal con José "Chepe" Ardines. En enero de 1997 se mudó al exterior para jugar en el FAS salvadoreño. También tuvo estancias en Uruguay con Bella Vista, Club Nacional y Basáñez. Apodado Poeta de la Zurda,  Díaz regresó a San Francisco Fútbol Club en el verano de 2002 tras anotar 4 goles en una temporada en el Atlético Veragüense. Después paso al Alianza FC desde el 2005 hasta el 2007. Regresó al Atlético Veragüense en febrero de 2008, a final de año anunció su retiro.

### Asistente técnico
En septiembre de 2012, fue designado asistente del nuevo técnico José Anthony Torres en el Sporting San Miguelito.

## Vida personal
Su hijo Érick Díaz actualmente es jugador de futbol en el Tauro FC en el segundo equipo.

## Selección nacional
Díaz hizo su debut con Panamá en un partido amistoso de junio de 1992 contra Honduras y ha jugado un total de 44 partidos con 7 goles. Representó a su país en 6 partidos de clasificación para la Copa Mundial de la FIFA. Jugó en la Copa de Oro de la Concacaf 1993. Su último partido internacional fue un partido amistoso de mayo de 2005 contra Venezuela.

### Participaciones en Selección Nacional
| Copa            | Sede           | Resultado    | Partidos | Goles |
| --------------- | -------------- | ------------ | -------- | ----- |
| Copa Uncaf 1993 | Honduras       | Tercer lugar | 3        | 0     |
| Copa Oro 1993   | Estados Unidos | Primera fase | 2        | 0     |
| Copa Uncaf 1997 | Guatemala      | Primera fase | 2        | 0     |
| Copa Uncaf 2001 | Honduras       | Cuarto lugar | 5        | 0     |
| Copa Uncaf 2003 | Panamá         | Quinto lugar | 5        | 1     |

### Goles internacionales
| Goles internacionales | Goles internacionales | Goles internacionales                                       | Goles internacionales | Goles internacionales | Goles internacionales | Goles internacionales     |
| Núm.                  | Fecha                 | Lugar                                                       | Rival                 | Gol                   | Resultado             | Competición               |
| --------------------- | --------------------- | ----------------------------------------------------------- | --------------------- | --------------------- | --------------------- | ------------------------- |
| 1                     | 24 de julio de 1996   | Estadio José de la Paz Herrera Uclés, Tegucigalpa, Honduras | Honduras              | 1-1                   | 1-1                   | Amistoso                  |
| 2                     | 26 de enero de 2000   | Estadio Cementos Progreso, Ciudad de Guatemala, Guatemala   | Guatemala             | 1-1                   | 1-1                   | Amistoso                  |
| 3                     | 16 de febrero de 2000 | Estadio Rommel Fernández, Ciudad de Panamá, Panamá          | El Salvador           | 1-1                   | 4-1                   | Amistoso                  |
| 4                     | 21 de mayo de 2000    | Estadio Rommel Fernández, Ciudad de Panamá, Panamá          | Nicaragua             | 3-0                   | 4-0                   | Eliminatoria Mundial 2002 |
| 5                     | 31 de mayo de 2000    | Polideportivo de Pueblo Nuevo, San Cristóbal, Venezuela     | Venezuela             | 0-1                   | 3-1                   | Amistoso                  |
| 6                     | 5 de abril de 2001    | Estadio Sylvio Cator, Puerto Príncipe, Haití                | Haití                 | 0-1                   | 1-1                   | Amistoso                  |
| 7                     | 9 de febrero de 2003  | Estadio Rommel Fernández, Ciudad de Panamá, Panamá          | El Salvador           | 1-0                   | 1-2                   | Copa Uncaf 2003           |

## Clubes

### Como jugador
| Club                 | País        | Año         |
| -------------------- | ----------- | ----------- |
| AFC Euro Kickers     | Panamá      | 1989 - 1994 |
| CA Bella Vista       | Uruguay     | 1995        |
| Club Nacional        | Uruguay     | 1996        |
| CD FAS               | El Salvador | 1996 - 1997 |
| CA Basáñez           | Uruguay     | 1997 - 1998 |
| AFC Euro Kickers     | Panamá      | 1998 - 1999 |
| Primavera FC         | Panamá      | 2000        |
| SD Atlético Nacional | Panamá      | 2000 - 2001 |
| San Francisco FC     | Panamá      | 2001        |
| Atlético Veragüense  | Panamá      | 2002        |
| San Francisco FC     | Panamá      | 2003 - 2004 |
| Alianza FC           | Panamá      | 2005 - 2007 |
| Atlético Veragüense  | Panamá      | 2008        |

### Como asistente técnico
| Club        | País   | Año  | Asistente de |
| ----------- | ------ | ---- | ------------ |
| Sporting SM | Panamá | 2012 | José Torres  |

## Palmarés

### Títulos nacionales
| Título           | Club             | País   | Año  |
| ---------------- | ---------------- | ------ | ---- |
| Primera División | AFC Euro Kickers | Panamá | 1993 |